# علی کرکی
علی (عبدالمنعم) کرکی فرمانده جبهه جنوبی سازمان حزب‌الله بود، او در ۲۷ سپتامبر ۲۰۲۴ در اثر حمله اسرائیل به ضاحیه بیروت به همراه سید حسن نصرالله کشته شد.

## حرفه
پس از کشته شدن ابراهیم عقیل، او به عنوان یکی از دو جانشین وی برای هدایت مبارزه علیه اسرائیل در جبهه شمالی جنگ اسرائیل و حماس منصوب شد، او به عنوان فرمانده شماره ۳ حزب‌الله پس از کشته شدن عقیل در نظر گرفته میشد.
کرکی در فعالیت‌های مختلف، به‌ویژه در جنوب لبنان، دخیل بوده و با عملیات‌های راهبردی حزب‌الله علیه اسرائیل در ارتباط بوده است. در سپتامبر ۲۰۱۹، وزارت امور خارجه آمریکا او را تحریم کرد و او را به عنوان یک چهره مهم در رهبری نظامی حزب‌الله توصیف کرد.

## ترور و مرگ
در ۲۳ سپتامبر ۲۰۲۴، گزارش شد که کرکی در حمله هوایی اسرائیل در آپارتمانی در منطقه بئر البد، در محله ضاحیه بیروت هدف قرار گرفته است. او مجروح شد اما زنده ماند. زنده ماندن او به استفاده ارتش اسرائیل از مقدار ناکافی مواد منفجره نسبت داده شد.
در ۲۷ سپتامبر ۲۰۲۴، او به همراه رهبر حزب‌الله سید حسن نصرالله در حمله هوایی دیگری در بیروت کشته شد. حزب‌الله روز بعد مرگ نصرالله را اعلام کرد. در ۲۹ سپتامبر ۲۰۲۴، حزب‌الله مرگ کرکی را تأیید کرد.